# Список заслуженных артистов Киргизской ССР
Список заслуженных артистов Киргизской ССР
Ниже приведён список заслуженных артистов Киргизской ССР по годам присвоения звания.

## 1930-е

### 1939
- Николай Петрович Алексеев (1894—1961), тромбонист[1]
- Мирхамид Файзиевич Миррахимов (1904—1957), кларнетист[2]
- Киизбаева, Сайра (1917—1988), оперная певица (лирико-драматическое сопрано)[3]

## 1940-е

### 1940
- Розияхон Муминова (1918—1988), артистка Ошского узбекского музыкально-драматического театра имени Бабура[4].
- Абдулла тарак Файзуллаев (1869—1944), артист Ошского узбекского музыкально-драматического театра имени Бабура[4].

### 1943
- Кондрашов, Артемон Семёнович (1894—1963), фаготист[5]

### 1947
- Бейшеналиева, Бюбюсара (1926—1973), балерина[6]
- Комиссаров, Кирилл Дмитриевич (1914—?), тромбонист[7]
- Кыдыкеева, Бакен (1923—1994), актриса театра и кино[8]

## 1950-е

### 1958
- Дубровин, Михаил Яковлевич (1913—1982), гобоист[9]
- Мырзабаев, Артык (1930—2005), оперный певец[10].

## 1960-е

### 1961
- Ясиновский Леонид Лазаревич (1923—2003), актёр[11]

### 1964
- Мамбеталиев, Сарлык Мамбеталиевич (р. 1923), тромбонист[12]
- Турсуналиев, Эстебес (1931—2005), акын-импровизатор[13]

### 1967
- Ёркиной Хотамова артистка Ошского узбекского музыкально-драматического театра имени Бабура
- Мухтаров, Хусейн Мухтарович (1938—2001), оперный певец (бас)[14]

## 1970-е

### 1971
- Минжилкиев, Булат Абдуллаевич (1940—1997), оперный певец[15]

### 1972
- Сейталиев, Токтоналы (1937—2021), оперный певец (лирический тенор)[16]

### 1973
- Александр Григорьевич Галко (1938—2016), актёр театра и кино
- Чокморов, Суйменкул (1939—1992), актёр[17].

### 1974
- Базарбаев, Чолпонбек Базарбаевич (1949—2002) — артист балета[18]
- Видугирис, Альгимантас, кинорежиссёр, оператор

### 1975
- Кайцын-бек Айтыгулович Айтыгулов (р. 1932), флейтист[19]

### 1977
- Токтахунова, Самарбюбю (р. 1944), музыкант-инструменталист[20]

## 1980-е

### 1983
- Борисов, Сергей Никитович (1922—2010), артист театра драмы

### 1986
- Абдиев, Тууганбай (1937—2008), поэт-импровизатор, сказитель дастанов (эпопей), комузист[21].

### 1987
- Полотов, Улукмурза (1943), певец

### 1988
- Бутабоева, Жамила артистка Ошского узбекского музыкально-драматического театра имени Бабура[22]

## 1990-е

### 1990
- Нигорой Расулжонова — артистка Ошского узбекского музыкально-драматического театра имени Бабура[23]
- Умаржон Мамиров- артист Ошского узбекского музыкально-драматического театра имени Бабура[24]
- Режаббой Тожибоев- артист Ошского узбекского музыкально-драматического театра имени Бабура[23]
- Махмуджон Рахматов- артист Ошского узбекского музыкально-драматического театра имени Бабура[24]

## Год присвоения звания не установлен
- Думанаев, Чоробек Осмонович (р.1952) — актёр.
- Исабаев, Чалагыз (1937—1991) — известный комузист
- Рябов, Анатолий Яковлевич (р.1946) — пианист.